# Saint-Vincent (Gaume)
Pour les articles homonymes, voir Saint-Vincent.
Saint-Vincent (en gaumais Savin-Sâ) est une section de la commune belge de Tintigny, située en Région wallonne dans la province de Luxembourg.

## Toponymie
- En 1066 Asaivinsart
- En 1068 Sainvinsart

Défrichement (latin sartum) effectué au XIe siècle dans la forêt (latin siluinus « de la forêt »)
- En 1336 Sainct Vinsant
- En 1344 Saint Vieusart

L'origine du nom serait une déformation populaire, par assimilation abusive, d'après le nom de saint Vincent. Le lieu désigne très certainement le sart de Savinus, déformé au fil du temps.

## Géographie
Ce village de Gaume est bordé au nord par la route nationale 83 Arlon-Bouillon.

## Démographie
- Source: INS recensements population

## Histoire
Le général Léon Raffenel y est mort en 1914.
Créée en 1887, Saint-Vincent était une commune à part entière avant la fusion des communes de 1977. Auparavant, elle dépendait de Bellefontaine.

## Patrimoine et culture

### Patrimoine architectural

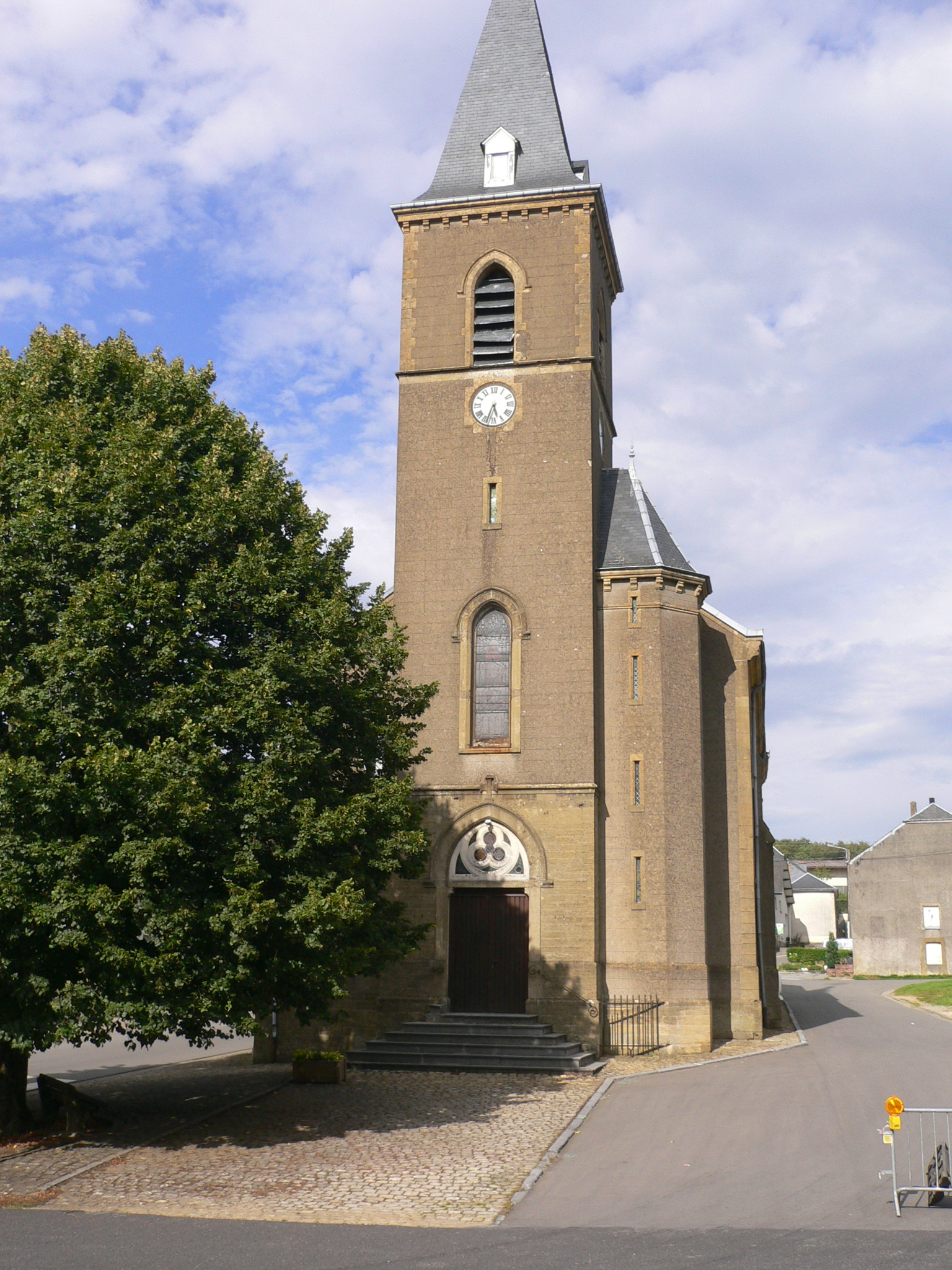
L’église Saint-Roch.

À l'est du bourg, rue de la chapelle, se tient la chapelle Notre-Dame du Chênois, petit sanctuaire édifié en 1837. 